# TAFIC Football Club
Le TAFIC Football Club est un club botswanais de football basé à Francistown est fondé en 1959.

## Palmarès
- Coupe du Botswana (1)
  - Vainqueur : 2002
  - Finaliste : 1992